# Hildebold-Dom

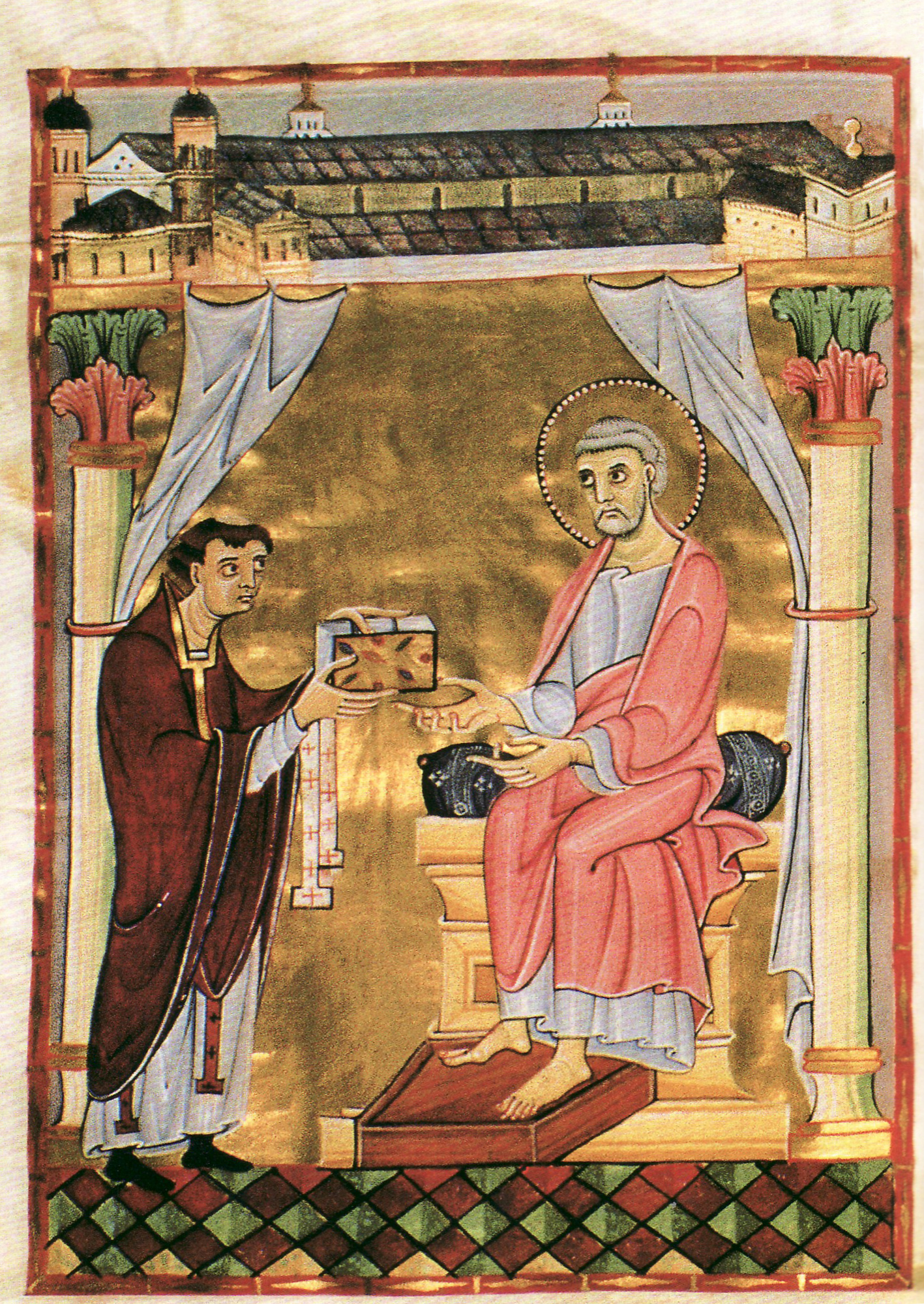
Der alte, karolingische Dom (oben im Bild), Buchmalerei aus dem Hillinus-Codex der Kölner Dombibliothek, 1010/1020.

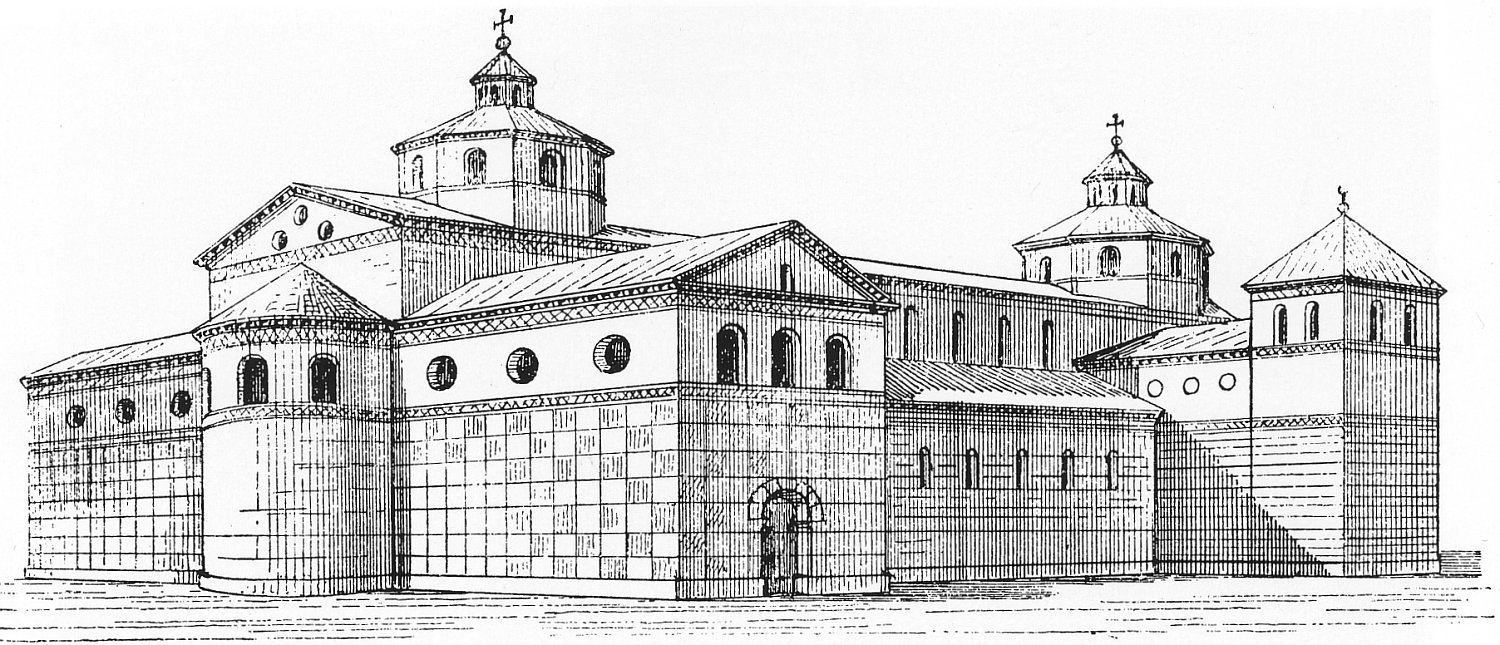
Alter Dom Köln – Rekonstruktion nach August Essenwein

Der Hildebold-Dom war der karolingische, auf das 9. Jahrhundert zurückgehende unmittelbare Vorgängerbau des heutigen Kölner Domes.

## Geschichte

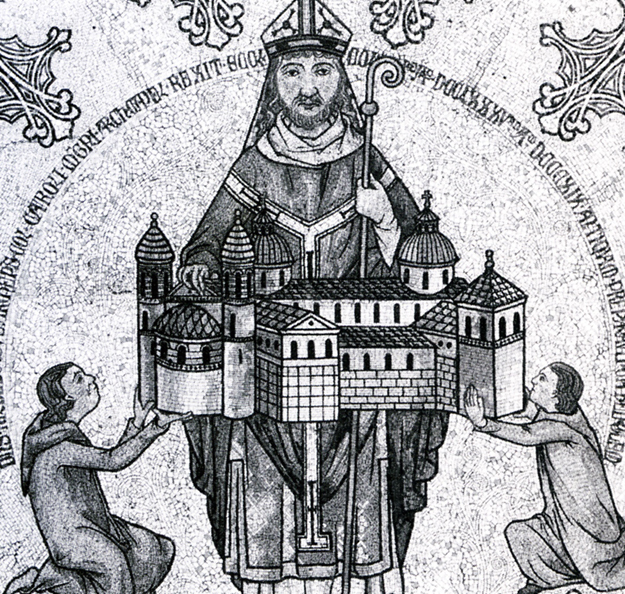
Erzbischof Hildebold mit dem Alten Dom in der Hand, Mosaik Villeroy & Boch 1899

### Baugeschichte
Es ist unklar, wann mit dem Bau des vorromanischen Doms begonnen wurde. Der Bau wird nach dem Tod des Erzbischofs Hildebold 818 begonnen und vor 857 fertiggestellt worden sein, weil die Annales Fuldenses und Annales Bertiniani einen Blitzschlag 857 in die in Benutzung befindliche Kirche erwähnen, dem unter anderem ein Priester am Petrus-Altar (also im Westen) zum Opfer gefallen sei. Otto Doppelfeld datierte im Jahre 1948 auf Grund von Grabungsbefunden den Baubeginn  einer ersten Kirche auf um das Jahr 800. Dieser Bau wurde rund 10 Jahre später von einem Stadtbrand zerstört und unter Hildebold abgetragen und das Gelände planiert. Den frühesten schriftlichen Hinweis auf Hildebold findet man in der handschriftlichen Chronik Agrippina von Heinrich von Beeck, in den Jahren 1469 bis 1472 verfasst, die Hildebold als den Erbauer des Alten Domes nennt: „Dieser Hildeboldus was, der sant Peter den Dom zu Coelne yrst fundiere ind machen ließe.“ Schon im 10. Jahrhundert war eine Zerstörung des karolingischen Doms durch Normannen erwogen worden, und ein Neubau unter Erzbischof Gero. Der karolinischen Entstehungszeit wurde erneut 1958 widersprochen und ein Baubeginn in ottonischer Zeit unter Erzbischof Bruno angenommen. Nach beiden Hypothesen kam Hildebold als Bauherr des Alten Domes nicht mehr in Frage.
Derzeit favorisiert die Dombauhütte allerdings wieder Hildebold als Bauherrn desjenigen Domes, der, allerdings später um zwei äußere Seitenschiffe erweitert, bis zum Bau des gotischen Doms Bestand hatte.
Andere Forscher gehen davon aus, dass mit dem Bau wahrscheinlich um 850 begonnen wurde, als Erzbischof Gunthar an der Macht war. Dieser wurde zwar während der Bauzeit des Doms im Jahre 863 exkommuniziert, konnte aber noch bis 866 im Amt bleiben. Der exkommunizierte Gunthar sei allerdings als Bauherr und Namensgeber unerwünscht gewesen, weshalb man die Kirche später dem berühmteren Vorgänger Hildebold zugeschrieben habe und sie deshalb lange den Namen „Hildebold-Dom“ trug. Die Kirche wurde am 27. September 870 (oder 873) durch Erzbischof Willibert geweiht. Sein fälschlicher Namensgeber Erzbischof Hildebold war zu dieser Zeit bereits seit langem verstorben († 3. September 818). Hildebold kommt als Bauherr bzw. als Stifter für Teile der dem Alten Dom vorausgehenden letzten Umbauphase des merowingerzeitlichen Domes in Frage, insbesondere für dessen Westteil mit dem sogenannten St. Galler-Ringatrium. Am 11. September 889 wurde Erzbischof Willibert hier beigesetzt. 
Der Baubeginn bleibt aufgrund der schlechten Quellenlage weiterhin umstritten.
Vor 965 erweiterte Erzbischof Bruno I. den Alten Dom um je ein Seitenschiff im Norden und Süden zu einer fünfschiffigen Kirche.

### Beschädigungen und Abriss
Bereits am 15. September 857 wurde der Alte Dom während eines schweren Unwetters durch Blitzeinschlag stark beschädigt; im Dom kamen hierdurch drei Menschen ums Leben. Zwischen Dezember 881 und Januar 882 überstand er beschädigt als eines der wenigen Gebäude die Zerstörung der Stadt durch die Wikinger.
Reichskanzler und Erzbischof Rainald von Dassel brachte am 23. Juli 1164 mit den Heiligen Drei Königen die wichtigsten Reliquien des Hochmittelalters in die damals mit fast 50.000 Einwohnern wichtigste und wohlhabendste Stadt des Alten Reiches. Sie war seit den Tagen der aus oströmischem Herrschergeblüt stammenden Kaiserin Theophanu auch Zentrum der deutschen Goldschmiedekunst und damit des einträglichen Reliquienhandels. Im Alten Dom wurden die Reliquien im Dreikönigenschrein aufbewahrt. Am 13. April 1248 wurde mit Zustimmung des Erzbischofs Konrad von Hochstaden der Abriss des riesigen romanischen Hildebold-Doms beschlossen. Die Abbrucharbeiten begannen am 27. April 1248 mit der Unterhöhlung der östlichen Kirchenmauern. Diese Höhlen wurden mit Holz abgestützt. Um den Dom zum Einsturz zu bringen, wollten die Bauarbeiter die Holzstützen am 30. April 1248 kontrolliert anzünden. Durch starken Wind griff jedoch das Feuer unkontrollierbar um sich und zerstörte den Dom bis auf die verbliebenen Mauern. Der Dreikönigenschrein konnte jedoch gerettet werden.
Schon am 15. August 1248 legte Konrad von Hochstaden in Anwesenheit des auf sein Betreiben hin gewählten, aber noch nicht gekrönten Gegenkönigs Wilhelm von Holland an der Stelle des noch nicht völlig abgetragenen karolingischen Alten Doms unter großer Feierlichkeit den Grundstein für den heutigen Kölner Dom. Die Bischofsresidenz befand sich neben dem Dom (siehe: Residenzen Kölner Bischöfe).

## Aussehen
Der Alte Dom verfügte über ein 97,50 m messendes Langhaus, das an beiden Enden durch Querhäuser begrenzt wurde. Die dreischiffige Basilika besaß sowohl im Osten als auch im Westen je eine Apsis mit je einer Krypta (Marienchor im Osten, Peterschor im Westen) und je einem Querhaus, dessen Arme die Breite des Langhauses besaßen. Außer von zwei Glockentürmen an den Außenwänden des westlichen Querhauses wurde der Bau von zwei hölzernen Vierungstürmen überragt, die über dem Langhausdach errichtet wurden. Die Querhäuser verschwanden später, da man den Dom durch zwei weitere Seitenschiffe ergänzte. Das Mittelschiff wurde durch je zehn Pfeiler getragen und somit durch je elf Arkaden in die Seitenschiffe geöffnet.
Das knapp 100 m lange Atrium reichte bis an die alte römische Hauptstraße. Der Dom wurde Vorbild für viele in seiner Zeit in Europa entstandene Kirchen und beherbergte unter anderem bereits das im zehnten Jahrhundert entstandene Gerokreuz, das erste erhaltene Monumentalkruzifix des Abendlandes. Es stand in der Mitte des Langhauses.

## Altäre

### Petrusaltar
Der Petrusaltar war der Hochaltar des Domes. Er lag im Westchor erhöht über einer Krypta und konnte über zwei Treppenaufgänge erreicht werden. Zwischen den Treppenaufgängen zum Westchor lag die Treppe zur Krypta. Erzbischof Hildebold ließ den Altar zwischen 786 und 800 im Auftrag von König Karl mit kostbaren Metallen umkleiden. Im Chor befand sich ein Presbyterium für die Domgeistlichen und ein Leuchter für 96 Kerzen. Ein siebenarmiger Leuchter stand neben dem Altar.

### Marienaltar
Der Marienaltar befand sich im Ostchor des Domes, der räumlich von der übrigen Kirche getrennt und nur durch zwei Eingänge zu erreichen war. Er war erhöht über einer Krypta gelegen, welche jedoch nur ein Drittel des Chores einnahm. Eine Urkunde Papst Leos IX. aus dem Jahr 1051 bezeichnete den Marienchor als Hauptchor. Während die Apsis mit einem Bild des Weltenrichters geschmückt war, befand sich auf der Kirchenseite ein Ambo. Ein Leuchter mit 96 Kerzen erhellte den Chor. Auf dem Altar stand ein Reliquiar der heiligen Ursula.

### Weitere Altäre
- Der Kreuzaltar befand sich vor dem Marienchor, der links und rechts von ihm betreten werden konnte.
- Der Dreikönigenaltar befand sich im Langhaus und war freistehend. Hinter ihm befand sich der Dreikönigenschrein, über welchem sich ein großer Leuchter befand.
- Der Martinusaltar und der Stephanusaltar befanden sich im westlichen Querhaus, jeweils in einem kleinen, geosteten Chor. Vor dem Stephanusaltar hing ein Leuchter für 16 Kerzen.
- Der Severinusaltar und der Cosmas und Damianusaltar befand sich am östlichen Ende der später hinzugebauten 3. und 4. Seitenschiffe und befanden sich unter den Türmen.
- Der Medardusaltar wurde von Erzbischof Hildebold mit kostbaren Metallen umkleidet.
- Erzbischof Brun errichtete zwei Altäre zu Ehren des hl. Gregorius von Spoleto und des hl. Privatus, welche jedoch im 13. Jahrhundert nicht mehr existierten.
- An der Südseite des Domes war eine kleine Kapelle angebaut, in welcher sich der Nikolausaltar befand.
- In jeder der beiden Krypten befand sich ein Altar.